# سیارک ۲۱۷۳۷
سیارک ۲۱۷۳۷ (به انگلیسی: 21737 Stephenshulz، نامگذاری:1999RV151) بیست و یک هزار و هفتصد و سی و هفتمین سیارک کشف شده‌است که در ۹ سپتامبر ۱۹۹۹ کشف شد.
قدر مطلق سیارک برابر ۱۷.۰ است.